# Miserable faith

Miserable Faith (痛仰乐队) est un groupe de rock chinois, originaire de Pékin, fondé en juillet 1999. 

## Biographie
Le groupe sort son premier album, This's a Problem en 2001, un album de rock métal assez agressif, suivi de Bu (no), un album 5 titres dans lequel le groupe opère un changement de style. Si le CD commence par un titre sonnant metalcore, le style glisse peu à peu vers un rock plus soft. En 2008 sort The music won't be stopped, un album dans lequel le groupe rompt totalement avec la musique metal, pour un style plus rock-folk.
Miserable Faith est considéré comme l'un des principaux groupes de rock de la scène indépendante chinoise.

## Membres
- Chanteur - Gao Hu (高虎)
- Guitare - Song Jie (宋捷)
- Guitare - Tian Ran (田然)
- Bass - Zhang Jing (张静)
- Harmonica - Qi Jing (齐静)
- Batterie - Chi Gongwei (遅功偉)

## Albums
| Titre (officiel en anglais, traduit en français, officiel en chinois)              | Informations | Titres |
| ---------------------------------------------------------------------------------- | --- | --- |
| This's a problem (Il y a un problème) 这是个问题                                   | - Sorti en septembre 2001 - Langue : chinois mandarin - Durée : 49 min - Genre : Hardcore punk - Label : Beijing Scream Records               | 1. 哪里有压迫哪里就有反抗 Là où il y a oppression, il y a résistance 2. 愤怒 Colère 3. 像个婊子 Comme une chienne 4. 复制者 Duplicateur 5. 万岁 Vive! 6. 这是个问题 Il y a un problème 7. 中国特色 Caractéristiques chinoises 8. 真实的邪念 Vrais démons 9. 让位 Toujours plus 10. 自由的边缘 A l'orée de la liberté 11. 幌子 Prétexte                                                                        |
| No! (Non) (不)                                                                     | - Sorti en février 2006 - Langue : chinois mandarin - Durée : 23 min 31 s                                                                     | 1. 堅定的信念 La ferme conviction 2. 不 Non! 3. 枷鎖 Entraves 4. 國家的需要 Les besoins du pays 5. 在路上 Sur ma route 6. 生命中最美麗的一天 Le plus beau jour de la vie |
| The music won't be stopped (La musique ne peut pas être stoppé) (不要停止我的音乐) | - Sorti en octobre 2008 - Langue : chinois mandarin - Durée : 42 min 39 s - Genre : Folk rock - Meilleur album de l'année au MIDI Awards 2009 | 1. 再见杰克 Au revoir Jack Kerouack 2. 公路之歌 Le chant de la route 3. 低处穿巡 Basse altitude 4. 角色 Jeu de rôle 5. 安阳 Anyang 6. 空城 Vide 7. 西湖 Lac de l'Ouest 8. 异乡 Terre perdue 9. 为你唱首歌 Une chanson pour toi 10. 不要停止我的音乐 La musique ne peut pas être stoppé |
| Bloom (Fleurir) (盛开)                                                             | - Sorti en mai 2010 - Langue : chinois mandarin - Durée : 29 min 53 s - Genre : Folk rock                                                     | 1. 盛开 Fleurir 2. 博卡拉 Pokhara 3. 改变你的生活 Changer votre vie 4. 最后一班列车 le dernier train 5. 空隙 Écart 6. 生命中最美丽的一天 Le plus beau jour de la vie |
| May Love Be Without Worries (愿爱无忧)                                             | - Sorti le 12 août 2014 - Langue : chinois mandarin - Durée : 52 min 41 s                                                                     | 1. 引子 Intro 2. 扎西德勒 Tashi-delek 3. 哈利路亚 Hallelujah 4. 夏天 Summer 5. 行星消失的夜空 Starless Night 6. 戴着镣铐起舞 Dancing in Chains 7. 汪洋中的一条船 A Boat Floating in the Ocean 8. 太阳照常升起 The Sun Always Rises 9. 野歌 A Wild Song 10. 美丽新世界 A Beautiful New World 11. 两个人的假期 Holidays for two 12. 思疆调 Ditty of Xingjiang Memories 13. 愿爱无忧 May Love Be Without Worries |
| Today's Youth (今日青年)                                                           | - Sorti le 20 janvier 2017 - Langue : chinois mandarin - Durée : 60 min - Genre : Rock alternatif - Label : Modern Sky                        | 1. 四相 2. 今日青年 3. 黑名单上的人 4. 黄皮肤的吉普赛 5. 冲锋队 6. 自由吧电台 7. Downtown 8. 支离 9. 如期 10. 午夜芭蕾 11. 好梦 |
| The Crossing (過海)                                                                | - Sorti le 16 décembre 2019 - Durée : 59 min - Genre : Ambient                                                                                | 1. Morning Expresso 2. Rosemary 3. Mirage 4. Ethereal 5. Wandering 6. White Dew 7. Highland 8. Jambo 9. Nightlife 10. Melody of the Rain |